# Abdeslam El Fassi
 (avril 2009).
Si vous disposez d'ouvrages ou d'articles de référence ou si vous connaissez des sites web de qualité traitant du thème abordé ici, merci de compléter l'article en donnant les références utiles à sa vérifiabilité et en les liant à la section « Notes et références ».
Pour les articles homonymes, voir El Fassi.
Abdeslam El Fassi El Fihri était un universitaire et ouléma marocain (1901-1981).
Il a été président de l'université Quaraouiyine à Fès, puis ministre de l'Éducation nationale[réf. nécessaire].
Les rois Mohammed V et Hassan II appréciaient ses prêches qu'ils écoutaient chaque vendredi.
- Il est le fils d'Abdellah El Fassi El Fihri.
- Il a épousé Kenza Ababou, avec laquelle il a eu six enfants : Abdelhamid, Hnia, Rkia, Latifa, Saadia et Fouzia (première femme pharmacienne au Maroc).